# Élson
Élson Falcão da Silva (*Conceição do Araguaia, Pará, Brasil, 16 de noviembre de 1981), futbolista brasileño. Juega de mediocampista y su primer equipo fue Ituano Futebol Clube.

## Clubes
| Club                                                           | País     | Año       |
| -------------------------------------------------------------- | -------- | --------- |
| Ituano Futebol Clube                                           | Brasil   | 2000-2003 |
| →Esporte Clube Vitória (cedido por el Ituano Futebol Clube)    | Brasil   | 2000      |
| →Esporte Clube Vitória (cedido por el Ituano Futebol Clube)    | Brasil   | 2002      |
| Sociedade Esportiva Palmeiras                                  | Brasil   | 2003-2005 |
| VfB Stuttgart                                                  | Alemania | 2005-2011 |
| →Associação Atlética Ponte Preta (cedido por el VfB Stuttgart) | Brasil   | 2006      |
| →Cruzeiro Esporte Clube (cedido por el VfB Stuttgart)          | Brasil   | 2006-2007 |
| →Goiás Esporte Clube (cedido por el VfB Stuttgart)             | Brasil   | 2007      |
| →Hannover 96 (cedido por el VfB Stuttgart)                     | Alemania | 2010      |
| FC Rostov                                                      | Rusia    | 2011-     |

- Datos: Q274803
- Multimedia: Élson / Q274803